# Rudolf Gyllenram
Rudolf Oskarsson Gyllenram, född den 17 oktober 1853 i Skövde, död den 15 februari 1934 i Jönköping, var en svensk militär. Han var far till Rutger och Bertil Gyllenram.
Gyllenram blev underlöjtnant vid Västgöta regemente 1876, löjtnant där 1885, kapten 1895, major 1903, överstelöjtnant vid Västgöta regemente 1907, vid Skaraborgs regemente samma år och i sistnämnda regementes reserv 1910. Han blev överste i armén 1911 och beviljades avsked ur armén 1919. Gyllenram var tillförordnad gymnastiklärare vid Skövde lägre allmänna läroverk 1881–1897 och ordinarie 1897–1905. Han blev riddare av Svärdsorden 1898. Gyllenram vilar på Östra kyrkogården i Göteborg.